# 莱库斯
莱库斯（法語：Lécousse，法語發音：[lekus]）是法国伊勒-维莱讷省的一个市镇，位于该省东北部，属于富热尔-维特雷区。

## 地理
莱库斯（48°22'3"N, 1°13'4"W）面积11.07 平方千米，位于法国布列塔尼大區伊勒-维莱讷省，该省份为法国西北部沿海的省份，位于布列塔尼半岛东部，北濒大西洋，西接阿摩尔滨海省和莫尔比昂省，南至大西洋卢瓦尔省，西南端接曼恩-卢瓦尔省，东临马耶讷省，东北与芒什省接壤。
与莱库斯接壤的市镇（或旧市镇、城区）包括：圣日耳曼昂科格勒、富热尔、雅沃内、莱涅莱、帕里涅、罗马涅、朗代昂。

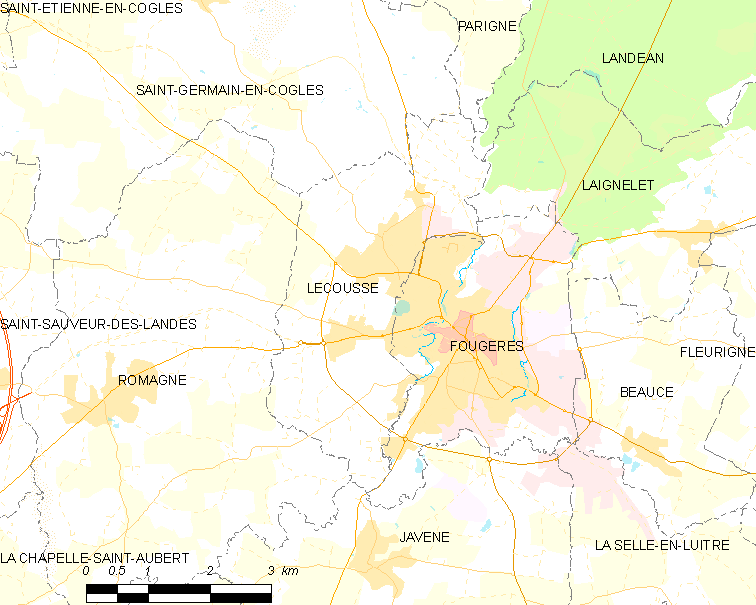
莱库斯的OSM定位图

莱库斯的时区为UTC+01:00、UTC+02:00（夏令时）。

## 行政
莱库斯的邮政编码为35133，INSEE市镇编码为35150。

## 政治
莱库斯所属的省级选区为富热尔第一县。

## 人口

1962-2008年间莱库斯人口变化图示

莱库斯于2022年1月1日时的人口数量为3423人。